# ГЕС-ГАЕС Запелло
ГЕС-ГАЕС Запелло (італ. IDROELETTRICA ZAPPELLO) — гідроелектростанція на півночі Італії. Розташована між ГЕС Публіно та ГЕС Веделло, входить до складу гідровузла у сточищі ряду лівих приток Адди (ліва притока По, яка відноситься до басейну Адріатичного моря), що дренують північний схил Бергамських Альп.
У своїй роботі станція Запелло використовує водосховище Веніна об'ємом 11,2 млн м3, котре утримує споруджена на однойменній річці гребля із восьми невеликих арок, розділених контрфорсами. Ця споруда має висоту 45 метрів, довжину 115 метрів та потребувала 96 тис. м3 бетону.
Окрім прямого стоку, сховище поповнюється за допомогою деривації із розташованої далі на захід долини Лівріо (ще одна ліва притока Адди). Це здійснюється через відвідний дериваційний тунель довжиною 3,7 км від згаданої вище ГЕС Публіно, до якого також під'єднані водозбірні системи Північ та Південь довжиною 3,8 та 1,4 км відповідно, що збирають ресурс з обох сторін долини Лівріо. Після перетину водорозділу до відвідного тунелю Публіно приєднується також тунель довжиною 1,2 км, який збирає воду з лівобережжя Веніна. Як наслідок, станція Запелло може використовувати ресурс з річок та струмків Лівріо, Вальбус, Скольтадор, Корно-Стелла, Цокке-Казера, Камп-Черве, Б'янке, Фонтанелле та Черек.
Від водосховища дериваційний тунель довжиною 1,4 км, який переходить у напірний водогін довжиною 1 км, подає воду далі на схід у долину Скайс (права притока Веніна). Розташований тут машинний зал обладнаний двома оборотними турбінами типу Френсіс потужністю по 6,48 МВт у турбінному та 6,22 МВт у насосному режимах. При напорі у майже 400 метрів вони забезпечують виробництво 18 млн кВт·год електроенергії на рік.
Відпрацьована вода потрапляє у споруджений на Скайс невеликий резервуар, який і дозволяє станції Запелло діяти в режимі гідроакумуляції. Звідси вода також подається на наступний ступінь гідровузла ГЕС Vedello (втім, остання має можливість отримувати її і напряму з водосховища Venina, без пропуску через турбіни станції Запелло).